# Francisco Javier de Céspedes
Francisco Javier de Céspedes y del Castillo (* 3. Dezember 1821 in Bayamo, Kuba; † 27. Juli 1903 in Niquero, Kuba) war ein Kämpfer und General des kubanischen Unabhängigkeitskrieges und wird in Kuba heute als Held betrachtet.

## Leben
Francisco Javier de Céspedes wurde am 3. Dezember 1821 in dem Dorf San Salvador de Bayamo als zweiter Sohn reicher Großgrundbesitzer geboren. Seine Eltern waren Jesús María de Céspedes y Luque und Doña Francisca de Borjas del Castillo y Ramírez de Aguilar.
Er besuchte die Schule von Bayamo bis zur Sekundarstufe und studierte anschließend Geisteswissenschaften im Kloster von Santo Domingo. Im Jahr 1838 trat er in das Priesterseminar Havannas ein, um sein Abitur in den Geisteswissenschaften zu machen. Er heiratete seine Cousine María Trinidad de Céspedes y del Castillo, in einer Affäre mit Doña María de la Caridad Yero tuvo a Ismael de Céspedes wurde 1842 sein erster Sohn Ismael geboren.
Sein Bruder war Carlos M. de Céspedes, kubanischer Unabhängigkeitskämpfer und erster Präsident der Republik in Waffen, einer aufständischen Gegenregierung auf Kuba. Auch Francisco Javier de Céspedes war Kämpfer und General des kubanischen Unabhängigkeitskrieges. Als am 19. Oktober 1877 Präsident Tomás Estrada Palma in spanische Gefangenschaft geriet, wurde er selbst kurzzeitig Präsident der Republik in Waffen.
Francisco Javier de Céspedes lehnte den Frieden von Zanjón entschieden ab und lobte den von Generalmajor Antonio Maceo angeführten Protest von Baraguá am 15. März 1878.
Er unterstützte den Guerra Necesaria (1895–1898), den dritten Krieg für die kubanische Unabhängigkeit, obwohl er aufgrund seines hohen Alters nicht mehr daran teilnehmen konnte. Er war der einzige der Brüder Céspedes, der das Ende der spanischen Herrschaft über Kuba erlebte.
Francisco Javier de Céspedes starb am 27. Juli 1903 in der Stadt Niquero, Kuba, eines natürlichen Todes.